# Нижня Синячиха
Нижня Синячи́ха (рос. Нижняя Синячиха) — село у складі Алапаєвського міського округу (Верхня Синячиха) Свердловської області.
Населення — 595 осіб (2010, 654 у 2002).
Національний склад населення станом на 2002 рік: росіяни — 97 %.